# 曾咏欣
曾咏欣（Nicola Tsan，1992年9月12日－）出生於澳門，華语流行樂女歌手、影視演員。
2015年4月22日，推出首支個人單曲《永遠的愛麗絲》，從而正式進入演藝圈，同年，出演個人首部電影《有客到》，隨後，推出首張個人EP專辑《N》。2016年，獲得“MusicRadio中國TOP音樂盛典”港台地區年度最具潛力新人獎。2017年，為電視劇《一粒紅塵》演唱推廣曲《愛著我的那個人》。

## 演藝經歷
2015年4月22日，推出首支个人单曲《永远的爱丽丝》，从而正式进入演艺圈；同年，出演吴家丽执导的惊悚悬疑电影《有客到》，在片中饰演援交少女美美，并为该片演唱了插曲《终点》，这是她的首部电影作品；9月，为古装仙侠剧《蜀山战纪第二季》演唱主题曲《心的构造》；12月10日，推出首张个人EP专辑《N》，收录了包括《永远的爱丽丝》、《灰色的小红帽》等在内的5首歌曲；随后，参加芒果TV音乐真人秀节目《我是歌手谁来踢馆》，并现场演唱了《心的构造》、《灰色的小红帽》等歌曲；12月27日，获得“新城劲爆颁奖礼”新登场海外歌手金奖。
2016年5月7日，获得“MusicRadio中国TOP音乐盛典”港台地区年度最具潜力新人奖；12月，参加江苏卫视的“17聚幸福”跨年演唱会。
2017年6月19日，推出個人單曲《愛著我的那個人》，並作為電視劇《一粒紅塵》的推广曲。

## 音樂作品

### 專輯
| 專輯 | 名稱          | 發行時間       | 發行公司         | 曲目                                                                                                  |
| ---- | ------------- | -------------- | ---------------- | --- |
| 1st  | 《N》         | 2015年12月10日 |                  | 曲目 1. 永遠的愛麗絲 2. 灰色的小紅帽 3. 華麗的灰姑娘 4. 賣火柴的女孩 5. 終點                          |
| 2nd  | 《謝謝》      | 2019年9月7日   |                  | 曲目 1. 悄悄 2. 褪色 3. 謝謝 4. 願你幸福到底                                                          |
| 3rd  | 《N FOR NOW》 | 2020年9月21日  | 上海韶愔音乐娱乐 | 曲目 1. 奇怪 2. 泛滥 3. 多久 4. 回忆 5. 请你走开 6. 拥抱一切 7. 三个字 8. 滤镜 9. 找回自己 10. 一个人 |

### 單曲
| 專輯 | 名稱               | 發行時間       | 發行公司 | 曲目                   |
| ---- | ------------------ | -------------- | -------- | ---------------------- |
| 1st  | 《心的構造》       | 2015年10月16日 |          | 曲目 1. 心的構造       |
| 2nd  | 《看見愛》         | 2016年9月1日   |          | 曲目 1. 看見愛         |
| 3rd  | 《愛著我的那個人》 | 2017年6月19日  |          | 曲目 1. 愛著我的那個人 |

### 搭配戲劇歌曲
| 編號 | 戲劇/電影              | 歌曲                        |
| 1st  | 《有客到》             | - 終點/【插曲】             |
| 2nd  | 《蜀山戰紀之劍俠傳奇》 | - 心的構造/【主題曲】       |
| 3rd  | 《我要上學》           | - 看見愛/眾星合唱【主題曲】 |
| 4th  | 《一粒紅塵》           | - 愛著我的那個人/【推廣曲】 |
| 5th  | 《蜀山戰紀2踏火行歌》  | - 心微痛/【片尾曲】         |
| 6th  | 《女兵日記女力報到》   | - 願你幸福到底/【插曲】     |
| 7th  | 《一场遇见爱情的旅行》 | - 你在哪里/【插曲】         |
| 8th  | 《穿盔甲的少女》       | - Crazy for you/【插曲】    |
| 9th  | 《明月曾照江东寒》     | - 融化/【插曲】             |
| 10th | 《只好背叛地球了》     | - 爱的故事/【插曲】         |
| 11th | 《生活萬歲》           | - 北風/【插曲】             |

## 電影
- 《有客到》飾演 美美

## 社会活动
2015年5月，曾咏欣担任“第11届点滴背水行慈善活动”的公益大使，并主持了开步礼；同年11月，参加“第62届澳门格兰披治大赛车”太阳城明星莲花挑战赛。
2016年9月1日，与吴奇隆、张韶涵、徐佳莹等一同为“MusicRadio我要上学 1200助学行动”演唱主题曲《看见爱》，并呼吁更多爱心人士为贫困留守儿童送去温暖与关爱。

## 獲獎記錄
- 2015-12-27 新城劲爆颁奖礼”新登场海外歌手金奖	获奖
- MusicRadio中国TOP音乐盛典

2016-05-07“MusicRadio中国TOP音乐盛典”港台地区年度最具潜力新人獎 获奖

## 人物评价
曾咏欣的声音酷似孙燕姿（新浪评）。曾咏欣才华出众，她拥有出色的唱功和独特的嗓音。曾咏欣身着淡蓝色碎花裙，充满了一股清新的味道。此外，她不仅歌喉出众，而且时尚品位也十分有态度，具有年轻人独有的活力与酷劲儿。大胆而不出位，个性而不张扬（腾讯评）。
曾咏欣在演唱歌曲《心的构造》时，对歌曲所要表达的感情拿捏得十分准确，用扎实的演唱实力和丰富的情感表现力，完美演绎了歌曲中饱含的深情与无奈。伴随着曾咏欣富有磁性的嗓音，主人公的情感命运被吟唱得细腻悱恻，让人动容（网易评）。